# Raxing
Raxing je druh sjezdového lyžování na lyžích typu Rax. Raxingové lyže byly vynalezeny na rakouské Rax Alpe v roce 2006. Jedná se o předchůdce modernějších lyží Raxski, jejichž prototyp vznikl v roce 2008 . Vynálezcem obou těchto typů lyží je český rodák Tom Podešva. Raxingové lyže se od normálních sjezdových lyží liší stabilizační koncovkou s řídícími lamelami na spodní straně, které jsou upevněné na zvedající se koncovce lyže. Při karvovém oblouku nebo při lehkém záklonu začnou tyto lamely ("finy") "karvovat" stopu do sněhu nebo ledu. V této poloze přebírají krátké (3 až 10 cm účinné délky) "finy" řízení lyží. Karvová hrana má potom jenom podpůrnou roli. Lyžař řídí pouhým natáčením obou lyží doprava nebo doleva a určuje rádius svého oblouku momentem síly, kterým natáčí lyže kolem jejich vertikální osy. Raxing jako alternativa sjezdového lyžování byl diskutován od 25.10.2007 na světových lyžařských internetových fórech Americký žournal Boston Globe uveřejnil jako první na světě report o Rax Ski v lednu 2008 První českou zprávu o těchto lyžích uveřejnila ČTK v listopadu 2008 První českou zprávu o testování uveřejnili ski-akrobati ze Šumavy v prosinci 2008 
Raxingové lyže v současné podobě vznikly v roce 2009 na základě českého patentu.
Platný European patent register

## Raxingový styl
Styl lyžování na raxingových lyžích je do určité míry podmíněn absencí běžné zadní části lyží, čímž je tento typ lyží typický. V praxi lze ale využívat jakéhokoliv z běžných stylů od klasického lyžování, přes carving až po freeriding v neupraveném sněhu. Absence zadní části lyže totiž lyžaři umožňuje lepší manipulaci s lyží a zlepšuje tak i jeho držení rovnováhy. Styl není limitován ani povrchem, lyže jsou uplatnitelné jak na upravených sjezdovkách, tak i v neupraveném terénu.
Styl lyžování je šetrnější k celým nohám a kloubům, jelikož lyžař při lyžování manipuluje menší plochou lyže, než u lyží carvingových nebo klasických.

## Raxingové lyže
Raxingové lyže jsou jeden metr dlouhé (Délka lyží je pro různě vysoké lyžaře shodná.) a jejich část od vázání ke špičce připomíná lyže carvingové, od kterých se v této části prakticky neliší. Typickým rysem raxingových lyží je však část za vázáním, jelikož lyže zde prakticky končí a jejich běžná zadní část je nahrazena speciální hliníkovou patkou, respektive diagonální koncovkou, která má lyžaři zajišťovat lepší oporu a zároveň i ovladatelnost lyží.
Vázání lyží využívá standardních typů lyžařských bot, není však shodné s vázáním na ostatních typech sjezdových lyží. Jedná se pouze o úchyt špičky a paty bot kovovými oky. Vázání je i díky svému zjednodušení přizpůsobitelné různým velikostem bot.
Princip lyží je založen na českém patentu. Na jejich výrobě se tak podílí několik českých firem.